# Laudun-l'Ardoise
Laudun-l'Ardoise är en kommun i departementet Gard i regionen Occitanien i södra Frankrike. Kommunen ligger i kantonen Roquemaure som tillhör arrondissementet Nîmes. År 2022 hade Laudun-l'Ardoise 6 673 invånare.

## Befolkningsutveckling
Antalet invånare i kommunen Laudun-l'Ardoise
Referens:INSEE